# Carex nanchuanensis
Carex nanchuanensis är en halvgräsart som beskrevs av K.L.Chu och S.Y.Liang. Carex nanchuanensis ingår i släktet starrar, och familjen halvgräs. Inga underarter finns listade i Catalogue of Life.